# Сплавная (Магаданская область)
Сплавная — посёлок в Хасынском районе Магаданской области.

## География
Расстояние до центра городского округа Палатка — 33 км.
Расстояние до областного центра Магадан — 35 км.
Расстояние до столицы Москва — 6323 км.
Ближайшие населенные пункты — Молочная — 4 км
Расположен возле впадения реки Уптар в р. Хасын

## Население
| 2002 | 2005 | 2006 | 2007 | 2010 | 2013 | 2021 |
| ---- | ---- | ---- | ---- | ---- | ---- | ---- |
| 85   | ↘7   | ↘6   | →6   | ↗111 | ↗343 | ↘44  |

## Связь
Зоны покрытия сотовой связи — МТС, Дальсвязь, МегаФон.

## Транспорт
- Пассажирское сообщение с областным центром и посёлками области осуществляется рейсовыми автобусами.
- Ближайший воздушный узел — аэропорт «Магадан» (Сокол) — в 9 км

## Экономика
ФКУ КП-2 УФСИН России по Магаданской области"